# Glossaire des minéraux

## A
- Aciculaire : désigne un cristal allongé et pointu, en forme d'aiguille.
- Amorphe : qui n'a pas le caractère cristallin; minéral dépourvu de structures cristallines. Les verres, l'opale et certains alliages métalliques sont des substances amorphes.
- Allogène : qualité d'un minéral qui n'a pas pris naissance dans la roche où il se trouve.
- Authigène : qualité d'un minéral qui a pris naissance dans la roche où il se trouve.
- Automorphe : se dit d'un minéral qui présente des formes géométriques dues à une cristallisation parfaite : faces pour un phénocristal et contours pour une  lame mince.

## B
- Bentonite : argile gonflante de type smectite riche en montmorillonite (phyllosilicate de type 2:1, ou TOT (feuillets élémentaires constitués d'un assemblage de trois couches, tétraédrique, octaédrique et tétraédrique), et dont l’espace interfoliaire est occupé par des cations hydratés Na+ et Ca2+ et des molécules d'eau). Elle est formée à la suite de l'altération hydrothermale de cendres volcaniques (obsidienne) dont une fraction importante de la silice a été lixiviée. Son nom est dérivé de celui de Fort Benton dans le Wyoming aux États-Unis où se trouve un gisement remarquable de ce matériau capable de former un gel colloïdal.
- Biréfringence : capacité qu’ont tous les minéraux cristallisés n’appartenant pas au système cubique de décomposer un faisceau lumineux en deux faisceaux.
- Borate : minéral dont le groupe anionique est [BO3]3− ou [BO4]5−. Ils forment la sixième classe.
- Botryoïdal : type d'habitus en forme de grappe de raisin.
- Brillant : désigne un diamant rond taillé en taille brillant

## C
- Carat : unité de masse pour la pesée des pierres précieuses (diamant), brutes ou taillées; il correspond à 0,2 gramme (200 milligrammes).
- Carbonate : minéral dont le groupe anionique est l'ion carbonate.
- Chlorite : famille de minéraux argileux non-gonflants de structure 2:1 (TOT : Tétraèdre – Octaèdre – Tétraèdre) dont l'espace interfoliaire est colmaté par un pont d’hydroxyde de magnésium (brucite, Mg(OH)2) ou de fer(II), Fe(OH)2) et de ce fait très peu accessible aux autres cations. Ce groupe de phyllosilicates tire son nom de sa couleur verte caractéristique (du grec ancien, χλωρῖτις (khlôritis)).
- Classe : division de la classification des minéraux suivant la nature du groupe anionique.
- Clivage : plans cristallins déterminés par la structure atomique tridimensionnelle de chaque espèce minérale. Il s'agit d'une propriété des minéraux de se fendre le long de faces planes (plans de clivage) qui suivent l'organisation de ses couches atomiques ou de leur symétrie.
- Couronne : partie supérieure d'une gemme facettée.
- Cristal : Corps solide homogène composé d'atomes ou de molécules dont l'organisation dans l'espace est une répétition régulière et périodique qui définit la perfection géométrique du cristal isolé.
- Cristallite : petit cristal.
- Culasse : facettes de la partie inférieure d'une gemme facettée, ou partie inférieure de cette gemme.
- Cyclosilicate : minéral de la classe des silicates dont les tétraèdres [SiO4] sont arrangés en anneaux de 3, 4 ou 6 tétraèdres.

## D
- Densité : rapport entre la masse d'un volume d'un liquide ou d'un solide et la masse d'un même volume d'eau à 4 °C. La densité des terres et minéraux va de 0,91 pour la pierre ponce à 8,10 pour le cinabre.
- Druse : formation de cristaux qui remplissent une fissure longiligne dans la roche, à la manière de ce qui se produit dans une géode.
- Dureté : qualité des minéraux permettant d'apprécier leur résistance à être entamés.

## E
- Échelle de Mohs : échelonnement utilisé pour mesurer la dureté des minéraux (du plus tendre, le talc, au plus dur, le diamant).
- Éclat : perception visuelle de la façon dont un minéral réfléchit la lumière.
- Élément natif : corps chimique qui ne peut se décomposer en corps plus simple.

## F
- Faille : fracture avec rejet des deux blocs situés de part et d'autre de la cassure. Certains minéraux peuvent cristalliser entre les fragments des roches brisées dans les zones de failles.
- Fantôme : forme cristalline préservée à l'intérieur d'un cristal
- Feldspath : minéraux de la famille des silicates (plus exactement des tectosilicates) dans laquelle on distingue les feldspaths potassiques, et les plagioclases qui forment une série continue entre le pôle sodique (l'albite) et le pôle calcique (l'anorthite). Les feldspaths, en combinaison avec d'autres minéraux, forment de nombreuses roches (magmatiques, métamorphiques et sédimentaires).
- Fluorescence : émission d'un rayonnement (lumière en général visible) lorsque la substance est irradiée par un rayonnement de plus haute énergie, comme les ultra-violets.
- Forme : l'ensemble de faces d'un cristal qui sont dans un rapport de symétrie.
- Formule chimique : nombre et nature des atomes constituant le minéral. Par convention, on note les cations à gauche, puis le groupe anionique, puis les ions hydroxyles.
- Frange de microdureté : zone sombre qui apparaît entre deux minéraux de dureté différente observés au microscope optique à réflexion.

## G
- Gangue : la roche ou un autre minéral dans lequel le spécimen est pris.
- Gemme : pierre précieuse, ou ornementale répondant à des critères de dureté, d'éclat, de couleur et de transparence. Les gemmes sont recherchées pour leur beauté, et aussi leur rareté.
- Géode : cavité rocheuse tapissée de cristaux et autres matières minérales.
- Groupe anionique : anion(s) simple(s) ou composé(s) qui s'associe(nt) avec un (des) cation(s) pour former l'édifice cristallin.
- Groupe spatial (ou de symétrie) : une des 230 manières par laquelle des atomes peuvent s'ordonner de manière homogène en une structure cristalline, réelle ou possible.

## H
- Habitus : aspect de la forme d'un cristal. Il peut être tabulaire, aciculaire, en prisme, columnaire, etc.
- Halogénure : minéral dont le groupe anionique est un halogène. Ils forment la quatrième classe.
- Hérité : minéral primaire ayant résisté à l'altération de la roche-mère (dont il est hérité, par opposition au minéral néoformé).
- Hyalin : transparent comme le verre.
- Hydrothermal (gîte) : gisement filonien où se déposent des minéraux, après précipitation des substances en solution dans les eaux chaudes d'origine profonde.
- Hydroxyde : minéral dont le groupe anionique est constitué d'ion hydroxyle (OH–). Ils forment la troisième classe.

## I
- Illite : argile non-gonflante de structure 2:1 (TOT : Tétraèdre – Octaèdre – Tétraèdre) dont l'espace interfoliaire est fermé (en fait collapsé) par des cations césium (Cs+) non-hydratés et de ce fait est très peu accessible aux autres cations. Ce phyllosilicate tire son nom de l'état de l'Illinois aux États-Unis où il a été caractérisé pour la première fois.
- Inclusions : substances solides, liquides ou gazeuses piégées à l'intérieur d'un minéral.
- Inosilicate : minéral de la classe des silicates dont les tétraèdres [SiO4] sont arrangés en chaînes ou en rubans.
- Isomorphe : qui a la même structure cristalline qu'un autre minéral mais une composition chimique différente.
- Isotrope : se dit de cristaux dans lesquels la lumière se propage à la même célérité dans toutes les directions. Les substances amorphes et les cristaux de systèmes cubiques sont isotropes.

## J
- Jade : roche métamorphique noire, verte ou blanchâtre, très dure, utilisée comme pierre fine, en Chine notamment.
- Jaspe : roche sédimentaire siliceuse, de couleurs vives mêlées (rouge, vert, jaune...), employé en joaillerie.

## K
- Kaolin : roche argileuse, blanche et friable, produite par l'altération des feldspaths et composée essentiellement de kaolinite. Matériaux de base servant à la fabrication de la porcelaine.
- Kaolinite : phyllosilicate de type 1:1 possédant une structure de type TO (feuillets formés de l'empilement successif de couches tétraédriques (T) de silice et octaédriques (O) de gibbsite). C'est un minéral argileux blanc non-gonflant, stable dimensionnellement, dont la cuisson (déhydroxylation) permet de produire la porcelaine. La kaolinite provient de l'altération des feldspaths et représente le principal constituant du kaolin.

## L
- Lamelles : minces feuillets minéraux, produits généralement par des macles répétées.
- Lacune (cristalline) : cavité dans un cristal.

## M
- Macle : édifice cristallin obtenu par la juxtaposition ou la pénétration de cristaux d'un même minéral orientés différemment. On différencie la macle simple (ex. la macle de Karlsbad dans les feldspaths), la macle cyclique (ex. dans le chrysobéryl), et la  macle polysynthétique (ex. dans les plagioclases).
- Maille : unité répétitive du réseau cristallin ; le contenu de la maille, déplacé dans toutes les directions, engendre le cristal complet.
- Manteau terrestre : couche géologique terrestre située entre la croûte et le noyau. Elle a une épaisseur moyenne de 3 000 kilomètres.
- Métal de transition (ou élément de transition) : élément chimique dont les atomes ont une sous-couche électronique incomplète leur donnant des capacités particulières.
- Métal précieux : métal de grande valeur économique.
- Métamorphisme : ensemble des transformations minéralogiques et structurales qui affectent une roche soumise à des conditions de température et de pression différentes de celles de sa formation.
- Minerai : roche ou minéral contenant des substances utiles en pourcentage suffisant pour justifier son exploitation.
- Minéral : corps inorganique, élément ou combinaison naturelle d'éléments inorganiques, ayant une structure physique et chimique définie avec ses propres propriétés cristallographiques, chimiques et physiques.

## N
- Nitrate : minéral des carbonates et nitrates dont le groupe anionique est l'ion nitrate (NO3–).
- Néoformé : minéral secondaire ayant subi l'altération de la roche-mère (transformation minéralogique du minéral primaire, par opposition à hérité).
- Nésosilicate : minéral de la classe des silicates dont les tétraèdres [SiO4] ne sont pas jointifs.
- Nodule polymétallique : Petite concrétion minérale de forme plus ou moins sphérique, de quelques centimètres de diamètre, tapissant le fond de certaines régions océaniques et pouvant contenir des oxydes métalliques (en particulier manganèse, nickel, cobalt et cuivre).

## O
- Olivine : minéral ferromagnésien (Fe-Mg) qui possède 2 pôles purs : Fayalite (Fe2SiO4) et Forstérite (Mg2SiO4). Ce minéral est majoritaire dans le manteau terrestre et a une densité de 3,3.
- Or (symbole chimique : Au — numéro d'atome : 79) : Métal de transition jaune, très ductile et malléable, il se trouve à l'état pur sous forme de pépite ou d'alluvion fluviale.
- Oxyde : minéral des oxydes et hydroxydes dont le groupe anionique est constitué d'oxygène.

## P
- Paragenèse : Association de minéraux formée au cours d'un seul processus de cristallisation.
- Phosphidosilicate : catégorie de silicate où chaque atome de silicium est entouré de quatre atomes de phosphore, le tout formant un tétraèdre.
- Phosphorescence : Prolongation de la fluorescence après la cessation du rayonnement excitateur.
- Phyllosilicate : catégorie de silicates, où les tétraèdre SiO4 forment des feuillets.
- Pléochroïsme : variation de couleur suivant l'orientation du cristal.
- Polychroïsme : phénomène de variation de la couleur d’un cristal observé par transparence selon l’orientation de la lumière.
- Polymorphe : se dit d'une substance qui possède plusieurs formes différentes tout en n'ayant qu'une seule composition chimique.
- Porphyre : nom donné au granite contenant de grands cristaux d'orthose, formés en profondeur. Porphyre bleu (esterellite), porphyre rouge, porphyre vert (andésite à grands cristaux de labradorite).
- Prismatique : se dit d'un cristal allongé, limité latéralement par les faces d'un prisme (même s'il comporte aux extrémités des facettes non perpendiculaires à la direction du prisme).
- Pseudomorphe : minéral qui emprunte la forme d'un minéral ou d'une substance organique préexistants.

## Q
- Quartz
- Quasicristal

## R
- Réfraction : déviation d'un rayon lumineux lorsqu'il passe d'un milieu à un autre.
- Relief : propriété de certains minéraux qui, ayant un indice de réfraction très différent de celui des autres minéraux (et de la colle) des lames minces, ont des contours nettement visibles en lumière polarisée non analysée.
- Réniforme : désigne un minéral en forme de rein (ou de haricot).
- Réseau : arrangement régulier de points dans l'espace qui représente la périodicité de la distribution atomique dans un cristal.

## S
- Série continue : groupe de minéraux dont les caractéristiques physiques et chimiques montrent des variations progressives.
- Silicate : minéraux formés à partir de la silice SiO2, constituent 95 % de la croûte terrestre. De nombreuses variétés : silicates ferromagnésiens, aluminosilicates, silicates d'alumine. Ils forment la classe IX et se divisent en 6 sous-classes.
- Smectite : famille d'argiles gonflantes. Phyllosicilates de structure 2:1 ou TOT (Tétraèdre – Octaèdre – Tétraèdre) dont l'espace interfoliaire contient des cations hydratés (essentiellement Na+ et Ca2+). De l’ancien grec  σμηκτικοσ (smektikos) signifiant aux propriétés nettoyantes. Synonyme du terme montmorillonite davantage rencontré en anglais US.
- Sorosilicate : minéral de la classe des silicates dont les tétraèdres [SiO4] sont groupés par deux.
- Spathique : qui a l'aspect d'un spath, en particulier une structure lamellaire.
- Sphérulite : agrégat de cristaux aciculaires rayonnant à partir d'un point central.
- Substitution : remplacement d’un atome par un autre dans la structure du minéral.
- Sulfate : minéral des sulfates et dérivés dont le groupe anionique est l'ion sulfate.
- Sulfosel : minéral des sulfures et dérivés dont le groupe anionique est composé de soufre et d'un autre métal ou métalloïde.
- Sulfure : minéral des sulfures et dérivés dont le groupe anionique est constitué de soufre.
- Système cristallin : l'un des sept systèmes de symétrie morphologique d'un cristal : cubique, tétragonal, hexagonal, trigonal, orthorhombique, monoclinique, triclinique.
- Système réticulaire : l'un des sept systèmes de symétrie du réseau d'un cristal : cubique, tétragonal, hexagonal, rhomboédrique, orthorhombique, monoclinique, triclinique.

## T
- Tectosilicate : minéral de la classe des silicates dont les tétraèdres [SiO4] sont tous jointifs.
- Teinte de polarisation : palette de couleurs obtenue lors de l'observation d'un minéral en lumière polarisée. L'échelle des couleurs est divisée en ordres.
- Ténacité : Capacité qu'a un minéral de résister aux chocs.
- Trait ou trace : couleur de l'empreinte laissée par un minéral frotté sur une plaque de porcelaine non vernie, ou couleur de sa poudre.
- Trémie : cristal évidé formé quand les arêtes croissent préférentiellement aux faces.

## U
- Ulexite : borate hydraté de calcium et de sodium.
- Uraninite : principal minerai d'uranium et de radium qui doit son nom au premier de ces métaux.

## V
- Vanadinite : espèce minérale composée de chlorovanadate de plomb de formule Pb5(VO4)3Cl, avec des traces de phosphate, d'arséniate et de calcium.

## W
- Wolframite : (Fe,Mn,Mg)WO4, minéral constitué de tungstate de fer et de manganèse. Ce n'est pas une espèce mais un nom de groupe dont les pôles extrêmes sont représentés par la ferbérite (pôle fer, FeWO4) et l'hübnérite (pôle manganèse, MnWO4)

## X
- Xénomorphe : se dit d'un minéral qui ne présente pas de faces géométriques.

## Y
- Ye'elimite : forme naturelle de sulfoaluminate de calcium, Ca4(AlO2)6SO4.

## Z
- Zéolithes : famille étendue d'aluminosilicates hydratés qui possèdent la propriété de perdre facilement et réversiblement leurs molécules d'eau libres. On classe dans les zéolites plusieurs composés synthétiques qui ne contiennent pas de silicium (ex. aluminophosphates).